# رنان (طبقة صوت)

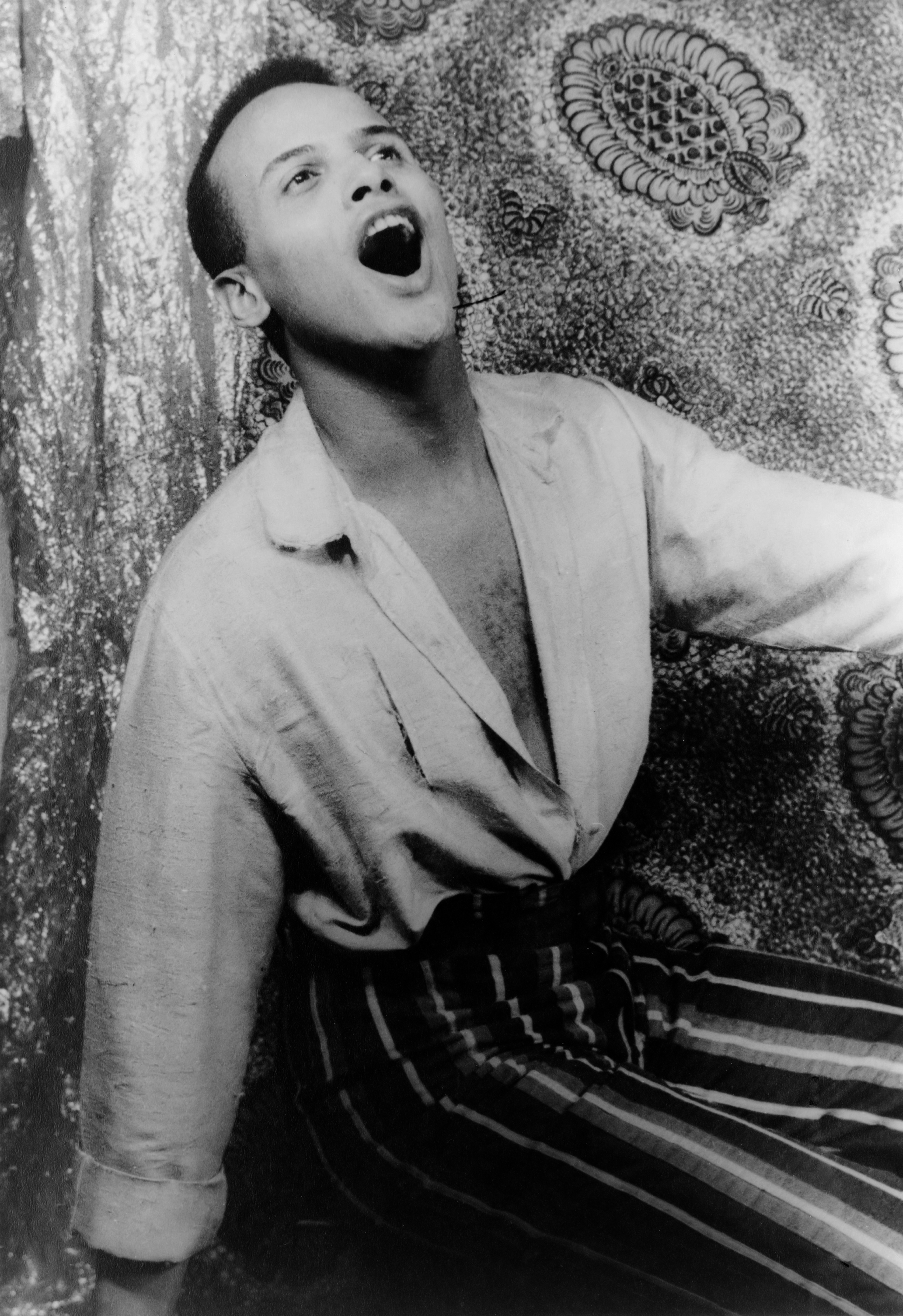

الرَنّان أو كُنترالطو أو كونترالتو (بالإنجليزية: Contralto) هو نوع من الأصوات الغنائية، ويعتبر أكثر الأصوات النسائية عمقاً وندرةً، حيث يقع بين تينور وميزو-سوبرانو. يصنف صوت رنَّان بأنه يحتل المجال بين نغمة F تحت C الوسطى حتى G الثانية فوق C الوسطى، لكن في بعض الحالات القصوى بعض المغنيات يصل صوتهم إلى E تحت C الوسطى أو B♭ الثانية فوق C الوسطى.
رنَّان بالأصل تصنف تحت الأصوات الأوبرالية.
رنَّان اسم يطلق فقط على المغنيات النساء، أما الرجال الذين يغنون في ذات المدى يطلق عليهم اسم كاونترتينور.
صوت رنَّان الأوبرالي نادراً جداً.
بعض علماء الصوت وجدوا أن الحبال الصوتية لدى الكنترالتو أكثر كثافةً من الحبال الصوتية الموجودة طبيعياً لدى النساء. حيث أن الدراسات استخدمت كاميرات التصوير لرؤية الفرق، الذي يمكن إيجاده أيضاً لدى الكاونترتينور الرجالي.
المدى الصوتي لدى رنَّان (F3–F5).